# Telitromycyna
Telitromycyna – organiczny związek chemiczny, antybiotyk należący do ketolidów, który jako pierwszy spośród wszystkich leków z tej grupy został wprowadzony do użycia.
Telitromycyna jest zarejestrowana i sprzedawana w Polsce pod nazwą handlową Ketek, jednak nie stosuje się jej w terapii.
W 2018 r. wytwarzanie telitromycyny zostało zakończone.

## Historia
Francuska firma farmaceutyczna Hoechst Marion Roussel (później Sanofi-Aventis) rozpoczęła II i III etap badań z telitromycyną w 1998. Została ona zatwierdzona przez Komisję Europejską w lipcu 2001 roku, a do sprzedaży trafiła w październiku 2001. W Stanach Zjednoczonych Agencja Żywności i Leków dopuściła ją do obrotu 1 kwietnia 2004 roku.

## Mechanizm działania
Blokuje syntezę białek bakteryjnych poprzez łączenie się z podjednostką 50S rybosomów w okolicy łączenia transferazy peptydowej, siła wiązania się telitromycyny z rybosomem jest ponad 10 razy wyższa od erytromycyny.

## Zastosowanie
Głównym wskazaniem do zastosowania tego leku jest zapalenie płuc u dorosłych, wywołane przez bakterie oporne na inne powszechnie stosowane antybiotyki. Może być zastosowany również w ciężkich zapaleniach oskrzeli, zapaleniach zatok przynosowych, zapaleniach gardła i migdałków.

## Farmakokinetyka
Telitromycyna jest odporna na działanie kwasów żołądkowych i dobrze absorbowana. Dobrze penetruje do tkanek (osiąga znacznie wyższe stężenie w tkankach niż w osoczu) i fagocytów (co ułatwia transport antybiotyku do miejsca zakażenia).

## Działania niepożądane
Najczęściej pochodzą one z układu pokarmowego (nudności, wymioty, bóle brzucha). Poza tym występują bóle głowy, zaburzenia smaku, zaburzenia widzenia, przyspieszenie akcji serca. Opisano również kilka przypadków ostrej niewydolności wątroby.
Telitromycyny nie powinno stosować się u pacjentów chorujących na miastenię.